# Alfaqueque
Alfaqueque (árabe: الفَكّاك) era la persona que se encargaba de rescatar a los cristianos esclavos en un país musulmán. Aparecen en las Siete Partidas como hombres de honor encargados, conocedores de la lengua arábiga. En los siglos XIV y XV ya eran mudéjares, elches y hasta judíos. En la segunda mitad del siglo XIV en la Corona de Castilla se creó el cargo de Alfaqueque mayor que duró hasta el 1492 (encargado de la frontera con el Reino de Granada), y en el siglo XVI ya serían reemplazados por órdenes religiosas como los mercedarios.
En Ceuta y Melilla continuarían hasta el siglo XVIII

## Las Partidas
Los Alfaqueques dice la ley de Partida (2ª tít. 30) son hombres de verdad escogidos para rescatar cautivos y servir de intérpretes trujamanes con los árabes. Deben reunir seis cualidades
1. verídicos
2. desinteresados
3. instruidos y expertos con la lengua árabe
4. humanos y benévolos, pues su posición les permite causar la muerte de un cautivo o prolongar su cautividad
5. valientes, para no temer a riesgos ni fatigas en el cumplimiento de su encargo
6. tener algún patrimonio, como fianza de los fondos que manejaban.

Este empleo era electivo en junta de doce homes-buenos. El nombre árabe faqqeq o fakkek y sus singulares funciones revelan el carácter de tenaz duración y de atroces represalias que distinguen entre todas las antiguas las guerras de la reconquista.

## Fuente
Este artículo corresponde a una entrada de Epistemowikia Archivado el 13 de noviembre de 2017 en Wayback Machine., publicado en dominio público o bien, bajo la Licencia Creative Commons Atribución Compartir-Igual 3.0. 
- Datos: Q8195082